# Ecliptopera thalycra
Ecliptopera thalycra es una especie de polilla de la familia Geometridae. La especie fue descrita por primera vez por Louis Beethoven Prout en 1940 con distribución en la isla de Sumatra. El holotipo de la especie fue descrita en las faldas del monte Korintji.